# Pacta conventa (Polonia)

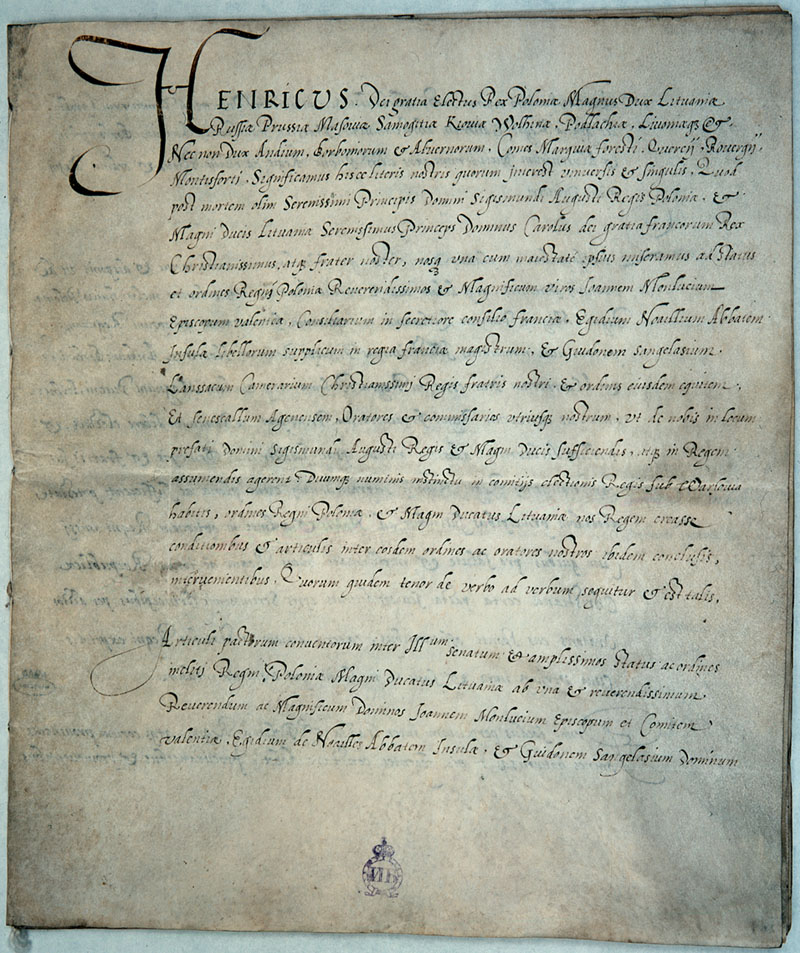
Pacta conventa

I Pacta conventa (dal latino: patti convenuti) furono un accordo contrattuale sottoscritto, dal 1573 al 1768, tra la "Nazione polacca" (in realtà la nobiltà - szlachta) ed il re neoeletto della Confederazione polacco-lituana.
I pacta contenevano la promessa del re eletto di rispettare le leggi della Confederazione polacco-lituana e specificava i suoi impegni personali nei campi degli affari esteri, delle imposte, del debito pubblico, delle competenze militari, ecc. Il documento era stato elaborato dalla dieta elettorale e la sua firma, a complemento degli Articoli enriciani, che erano dei principi fondamentali permanenti del governo, era una condizione per l'accesso del re al trono.
La dieta della Confederazione inaugurò la monarchia elettiva quando Jan Zamoyski de Jelita contribuì all'elezione di Enrico di Valois (Henryk Walezy) come re dell'Unione polacco-lituana. A partire dall'accesso al trono di Sigismondo Vasa, la distinzione fra i Pacta conventa e gli Articoli enriciani scomparve.
Quando una dieta polacca era in assemblea, si cominciava sempre con la lettura dei Pacta conventa. Ogni membro dell'assemblea aveva il diritto di chiederne l'osservazione e di far notare le mancanze che il re avrebbe potuto fare.